# Radiosinoviortesi
La radiosinoviortesi è una terapia radiometabolica (eseguita da un medico nucleare) effettuata iniettando in un'articolazione dei radiocolloidi marcati con isotopi radioattivi emittenti particelle beta meno. Questa procedura introdotta già nel 1952, nel 1968 è stata denominata "radiosinoviortesi" significando: restauro (ortesi) della membrana sinoviale con radiofarmaci. Lo scopo di questa terapia palliativa, effettuata per trattare alcune artropatie infiammatorie croniche, è distruggere il tessuto sinoviale ipertrofico mediante un'elevata dose di radiazioni ad alto LET rilasciata localmente. Questo porta ad una riduzione del dolore e dell'impotenza funzionale dati da queste patologie.

## Indicazioni
La radiosinoviortesi è indicata nel trattamento palliativo di:
- artrite reumatoide
- artrite psoriasica
- osteoartrite
- artrite secondaria ad emartro nei pazienti emofilici
- artrite da pirofosfati cronica
- sinovite villo-nodulare pigmentata

## Meccanismo d'azione
I radiocolloidi vengono iniettati direttamente in articolazione mediante un ago e successivamente fagocitati dalle cellule sinoviali più superficiali che vengono quindi distrutte dalla radiazione emessa dalla sostanza iniettata. L'energia delle particelle beta emesse (dipendente dall'isotopo utilizzato) condiziona la loro profondità di penetrazione nella membrana sinoviale, ed influisce quindi sull'efficacia del trattamento. Di solito, isotopi con energia maggiore (come L'ittrio-90) sono usati per trattare quindi grosse articolazioni; mentre isotopi ad energia più bassa (renio-186 ed erbio-169) si usano per le articolazioni più piccole. La dimensione delle particelle colloidali e l'emivita dell'isotopo sono inoltre importanti nel determinare la ritenzione del radiofarmaco in articolazione. Particelle troppo grandi possono portare alla formazione di tessuto di granulazione, se troppo piccole invece possono diffondere nell'organismo. L'emivita dell'isotopo inoltre deve essere compatibile col tempo di ritenzione delle particelle in articolazione.

## Radiofarmaci disponibili
I colloidi a base di Ittrio-90 (silicato e citrato) sono di solito utilizzati per trattare l'articolazione del ginocchio con attività da 185 a 222 MBq. Il Renio-186 di solito si usa per spalla, gomito, polso, anca ed articolazioni matacarpali e metatarsali, con attività variabile a seconda del distretto. L'erbio-169 di solito si usa invece per trattare le piccole articolazioni di mani e piedi (metacarpo-falangee, metatarso-falangee ed interfalangee) con attività a singola somministrazione variabili da 10 ad 80 MBq (ed attività cumulative non oltre i 555 MBq).

## Esecuzione del trattamento
L'iniezione intra-articolare va eseguita sotto guida ecografica o fluoroscopica, evitando di rilasciare radiofarmaco nei tessuti molli extra-articolari (che, in tal caso, possono andare anche in necrosi. In molti casi per ridurre l'infiammazione data dall'azione delle radiazioni vengono anche iniettati dei corticosteroidi. Di solito si esegue uno studio scintigrafico nel post-trattamento per verificare la corretta iniezione nello spazio intra-articolare. Per le articolazioni di medie dimensioni è anche possibile eseguire un'artrografia previsionale usando un colorante. Il trattamento può essere ripetuto dopo almeno 6 mesi (tempo necessario perché la terapia si dimostri efficace).

## Controindicazioni
Il trattamento è controindicato in gravidanza, durante l'allattamento e nell'artrite settica.

## Efficacia
Nei pazienti con artrite reumatoide non responsiva agli altri trattamenti medici il tasso di successo della terapia radiometabolica si attesta fra il 60 e l'80%.